# Texas Tech University
La Texas Tech University, spesso chiamata Texas Tech, Tech o TTU, è un'università pubblica situata a Lubbock, in Texas. Fondata il 10 febbraio 1923, e originariamente chiamata Texas Technological College, è la principale tra le quattro istituzioni universitarie presenti nello stato federale. La scuola condivide il proprio campus con la Texas Tech University Health Sciences Center, il che la rende l'unico complesso in Texas ad ospitare un'università di laurea, scuola di legge e facoltà di medicina nello stesso complesso.